# تيهومير تريفونوف
تيهومير تريفونوف (بالبلغارية: Тихомир Трифонов)‏ هو لاعب كرة قدم بلغاري في مركز قلب الدفاع، ولد في 25 نوفمبر 1986 في فيليكو ترنوفو في بلغاريا. لعب مع نادي لوكوموتيف بلوفديف.

## وصلات خارجية
- تيهومير تريفونوف على موقع قاعدة بيانات كرة القدم.إي يو (الإنجليزية)
- تيهومير تريفونوف على موقع Soccerway.com (الإنجليزية)